# Мртва коприва
Мртва коприва (лат. Lamium) је род зељастих биљака из породице уснатица или мртвих коприва (Lamiaceae). Биљке овод рода расту по шумама, у жбуњу и запуштеним травњацима. Њени листови и други сочни делови се користе у исхрани за припрему салата, супа и других јела. Корен биљке је богат витамином Ц и користи се у исхрани и припреми лековитих напитака. Укус и мирис су слични онима код обичне коприве.
- цветни дијаграм рода
- Стабљика